# Финтинеле (Теслуй, Долж)
Финтинеле (рум. Fântânele) — село у повіті Долж в Румунії. Входить до складу комуни Теслуй.
Село розташоване на відстані 161 км на захід від Бухареста, 25 км на південний схід від Крайови.

## Населення
За даними перепису населення 2002 року у селі проживали 133 особи, усі — румуни. Усі жителі села рідною мовою назвали румунську.